# Liolaemus magellanicus
Liolaemus magellanicus este o specie de șopârle din genul Liolaemus, familia Tropiduridae, descrisă de Jacques Bernard Hombron și Jacquinot 1847. Conform Catalogue of Life specia Liolaemus magellanicus nu are subspecii cunoscute.